# 多気郡

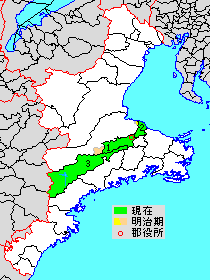
三重県多気郡の範囲（1.多気町 2.明和町 3.大台町 薄黄：後に他郡に編入された区域）

- 令制国一覧 > 東海道 > 伊勢国 > 多気郡
- 日本 > 近畿地方 > 三重県 > 多気郡

多気郡（たきぐん）は、三重県（伊勢国）の郡。
人口42,901人、面積506.98km²、人口密度84.6人/km²。（2025年4月1日、推計人口）
以下の3町を含む。
- 多気町（たきちょう）
- 明和町（めいわちょう）
- 大台町（おおだいちょう）

## 郡域
1879年（明治12年）に行政区画として発足した当時の郡域は、以下の区域にあたる。
- - 大台町の全域
  - 多気町の一部（上出江・下出江を除く）
  - 明和町の一部（大淀・有爾中の各一部・明星字妻ヶ広を除く）
  - 松阪市の一部（柿木原町・東黒部町・土古路町・出間町・大垣内町・神守町・垣内田町・乙部町・牛草町・蓮花寺町・飯南町向粥見）

## 歴史
古くは「竹郡（たけのこおり）」と呼ばれ、後に表記を「多気郡」に改めた。その後読みが「たけのこおり」から「たきのこおり」に変化した。

### 近世以降の沿革
- 「旧高旧領取調帳」に記載されている明治初年時点での支配は以下の通り。（129村）

| 知行   | 知行                                           | 村数 | 村名 |
| ------ | ---------------------------------------------- | ---- | --- |
| 藩領   | 紀伊和歌山藩                                   | 93村 | 新茶屋村、下有爾村、蓑村、池村、上村、岩内村、金剛坂村、荒蒔村、兄国村、朝長村、弟国村、河田村、西池上村、東池上村、土羽村、笠木村、矢田村、森庄村、田中村、野中村、成川村、相鹿瀬村、千代村、五桂村、油夫村、四神田村、五佐奈村、西山村、仁田村、平谷村、前村、神坂村、長谷村、津留村、上牧村、中牧村、北牧村、井内林村、佐伯中村、三疋田村、四疋田村、車川村、土屋村、古江村、色太村、片野村、波多瀬村、朝柄村、向粥見村、栃原村、柳原村、新田村、下楠村、上楠村、粟生村、奈良井村、高瀬村、長ヶ村、下三瀬村、上三瀬村、上菅村、川合村、下菅村、佐原村、弥起井村、下真手村、上真手村、本田木屋、菅木屋、小切畑村、江馬村、天ヶ瀬村、栗谷村、明豆村、南村、神滝村、小滝村、御棟村、滝谷村、大井村、岩井村、檜原村、久豆村、大杉村、大ヶ所村、清水村、赤滝木屋、薗村、平野木屋、茂原村、熊内村、唐櫃村、神瀬村 |
| 藩領   | 伊勢津藩                                       | 19村 | 前野村、田屋村、志貴村、大垣内村、垣内田村、神守村、牛草村、蓮花寺村、乙部村、東黒部村、柿木原村、出間村、土古路村、川尻村、北藤原村、南藤原村、中村、内座村、養田丹川村 |
| 藩領   | 下野吹上藩                                     | 4村  | 行部村、根倉村、八木戸村、浜田村 |
| 藩領   | 志摩鳥羽藩                                     | 3村  | 坂本村、中海村、馬之上村 |
| 藩領   | 上総一宮藩                                     | 3村  | 大堀川新田、山大淀村、中大淀村 |
| 藩領   | 吹上藩・鳥羽藩                                 | 1村  | 佐田村 |
| その他 | 伊勢神宮領                                     | 5村  | 斎宮村、上野村、平尾村、有爾中村、竹川村 |
| その他 | 伊勢外宮御師上部太夫領・同春木太夫領・和歌山藩 | 1村  | 相可村 |

- 慶応4年7月6日（1868年8月23日） - 伊勢神宮領などが度会府の管轄となる。
- 明治2年7月17日（1869年8月24日） - 度会府が改称して度会県となる。
- 明治3年（1870年）10月 - 一宮藩領が度会県の管轄となる。
- 明治4年
  - 7月14日（1871年8月29日） - 廃藩置県により、藩領が和歌山県、津県、吹上県、鳥羽県の管轄となる。
  - 11月22日（1872年1月2日） - 第1次府県統合により、全域が度会県の管轄となる。
- 明治初年（125村）
  - 上牧村・中牧村・下牧村が合併して牧村となる。
  - 成川村が野中村に合併。
  - このころ平野木屋が薗村に合併したとみられる。
- 明治4年（1871年）（123村）
  - 奈良井村・高瀬村が合併して高原村となる。
  - 川合村・下菅村が合併して菅合村となる。
- 明治5年（1872年） - 清水村・赤滝木屋が合併して清滝村となる。（122村）
- 明治9年（1876年）
  - 4月18日 - 第2次府県統合により三重県の管轄となる。
  - 飯高郡丹生村の所属郡が本郡に変更。（123村）
- 明治10年（1877年） - 飯高郡鍬形村の所属郡が本郡に変更。（124村）
- 明治12年（1879年）2月5日 - 郡区町村編制法の三重県での施行により、行政区画としての多気郡が発足。郡役所が相可村に設置。
- 明治15年（1882年） - 中大淀村が度会郡中郡村を合併。
- 明治16年（1883年） - 養田丹川村が改称して養川村となる。
- 明治22年（1889年） - 有爾中村が度会郡世古村の一部を合併。

### 町村制以降の沿革

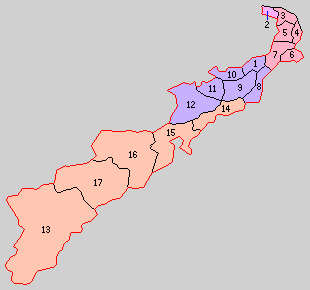
1.相可村 2.東黒部村 3.下御糸村 4.大淀村 5.上御糸村 6.明星村 7.斎宮村 8.西外城田村 9.佐奈村 10.津田村 11.丹生村 12.五ヶ谷村 13.大杉谷村 14.川添村 15.三瀬谷村 16.荻原村 17.領内村（桃：松阪市 紫：多気町 赤：明和町 橙：大台町）

- 明治22年（1889年）4月1日 - 町村制の施行により、以下の町村が発足。（17村）
  - 相可村 ← 相可村、荒蒔村、兄国村、西池上村、東池上村、弟国村、朝長村、河田村（現・多気町）
  - 東黒部村 ← 東黒部村、神守村、垣内田村、大垣内村、蓮花寺村、乙部村、土古路村、柿木原村、出間村、牛草村（現・松阪市）
  - 下御糸村 ← 中村、川尻村、北藤原村、南藤原村、田屋村、志貴村、内座村、養川村、浜田村、八木戸村、根倉村［大部分］（現・明和町）
  - 大淀村 ← 中大淀村、山大淀村、大堀川新田（現・明和町）
  - 上御糸村 ← 坂本村、馬之上村、中海村、佐田村、行部村、前野村、根倉村［一部］（現・明和町）
  - 明星村 ← 上野村、下有爾村、新茶屋村、有爾中村、蓑村（現・明和町）
  - 斎宮村 ← 竹川村、金剛坂村、斎宮村、平尾村、池村、上村、岩内村（現・明和町）
  - 西外城田村 ← 野中村、田中村、森庄村、矢田村、笠木村、土羽村、相鹿瀬村（現・多気町）
  - 佐奈村 ← 仁田村、西山村、五佐奈村、四神田村、油夫村、五桂村、平谷村、神坂村、前村、長谷村（現・多気町）
  - 津田村 ← 佐伯中村、三疋田村、四疋田村、井内林村、鍬形村、牧村、津留村（現・多気町）
  - 丹生村（単独村制。現・多気町）
  - 五ヶ谷村 ← 古江村、朝柄村、片野村、波多瀬村、車川村、土屋村、色太村（現・多気町）
  - 大杉谷村 ← 岩井村、檜原村、久豆村、大杉村（現・大台町）
  - 川添村 ← 千代村、柳原村、栃原村、新田村、神瀬村、下楠村、上楠村、粟生村、高奈村（現・大台町）
  - 三瀬谷村 ← 長ヶ村、上三瀬村、下三瀬村、佐原村、弥起井村、上菅村、菅合村、大ヶ所村（現・大台町）
  - 荻原村 ← 下真手村、上真手村、本田木屋、小切畑村、江馬村、天ヶ瀬村、栗谷村、熊内村、茂原村、薗村、清滝村、菅木屋（現・大台町）
  - 領内村 ← 明豆村、御棟村、小滝村、神滝村、滝谷村、大井村、南村、唐櫃村（現・大台町）
  - 向粥見村が飯高郡粥見村の一部となる。
- 明治30年（1897年）9月1日 - 郡制を施行。
- 大正8年（1919年）6月20日 - 相可村が町制施行して相可町となる。（1町16村）
- 大正12年（1923年）4月1日 - 郡会が廃止。郡役所は存続。
- 大正13年（1924年）2月11日 - 大淀村が町制施行して大淀町となる。（2町15村）
- 大正15年（1926年）7月1日 - 郡役所が廃止。以降は地域区分名称となる。
- 昭和28年（1953年）4月1日 - 三瀬谷村が町制施行して三瀬谷町となる。（3町14村）
- 昭和29年（1954年）10月15日 - 東黒部村が松阪市に編入。（3町13村）
- 昭和30年（1955年）
  - 3月31日 - 相可町・佐奈村・津田村が合併して多気町が発足。（3町11村）
  - 4月1日 - 大淀町・上御糸村・下御糸村が合併して三和町が発足。（3町9村）
  - 4月15日（3町7村）
    - 斎宮村・明星村が合併して斎明村が発足。
    - 五ヶ谷村・丹生村が合併して勢和村が発足。

  - 8月1日 - 勢和村が松阪市の一部（上出江・下出江）を編入。
- 昭和31年（1956年）
  - 5月3日 - 荻原村・領内村が合併して宮川村が発足。
  - 9月30日 - 三瀬谷町・川添村が合併して大台町が発足。
- 1957年（昭和32年）1月15日 - 斎明村が度会郡小俣町の一部（井倉の一部[4]）を編入。
- 昭和33年（1958年）9月3日 - 三和町・斎明村が合併して神郷町が発足。神郷町が即日改称して明和町となる。
- 昭和34年（1959年）
  - 1月10日 - 宮川村・大杉谷村が合併し、改めて宮川村が発足。（3町5村）
  - 4月15日 - 西外城田村が多気町に編入。（3町4村）
- 平成18年（2006年）
  - 1月1日 - 多気町・勢和村が合併し、改めて多気町が発足。 （3町1村）
  - 1月10日 - 大台町・宮川村が合併し、改めて大台町が発足。（3町）

### 変遷表
| 明治22年以前   | 明治22年以前   | 明治22年 - 昭和19年      | 明治22年 4月1日 町村制施行 | 明治22年 - 昭和19年                  | 昭和20年 - 昭和29年           | 昭和30年 - 昭和32年                | 昭和30年 - 昭和32年          | 昭和33年 - 昭和64年                   | 平成元年- 現在         | 現在   |
| -------------- | -------------- | ------------------------ | -------------------------- | ------------------------------------ | ----------------------------- | ---------------------------------- | ---------------------------- | ------------------------------------- | ---------------------- | ------ |
| 東黒部村       | 東黒部村       | 東黒部村                 | 東黒部村                   | 東黒部村                             | 昭和29年10月15日 松阪市に編入 | 松阪市                             | 松阪市                       | 松阪市                                | 平成17年1月1日 松阪市  | 松阪市 |
| 神守村         | 神守村         | 神守村                   | 東黒部村                   | 東黒部村                             | 昭和29年10月15日 松阪市に編入 | 松阪市                             | 松阪市                       | 松阪市                                | 平成17年1月1日 松阪市  | 松阪市 |
| 垣内田村       | 垣内田村       | 垣内田村                 | 東黒部村                   | 東黒部村                             | 昭和29年10月15日 松阪市に編入 | 松阪市                             | 松阪市                       | 松阪市                                | 平成17年1月1日 松阪市  | 松阪市 |
| 大垣内村       | 大垣内村       | 大垣内村                 | 東黒部村                   | 東黒部村                             | 昭和29年10月15日 松阪市に編入 | 松阪市                             | 松阪市                       | 松阪市                                | 平成17年1月1日 松阪市  | 松阪市 |
| 蓮花寺村       | 蓮花寺村       | 蓮花寺村                 | 東黒部村                   | 東黒部村                             | 昭和29年10月15日 松阪市に編入 | 松阪市                             | 松阪市                       | 松阪市                                | 平成17年1月1日 松阪市  | 松阪市 |
| 乙部村         | 乙部村         | 乙部村                   | 東黒部村                   | 東黒部村                             | 昭和29年10月15日 松阪市に編入 | 松阪市                             | 松阪市                       | 松阪市                                | 平成17年1月1日 松阪市  | 松阪市 |
| 土古路村       | 土古路村       | 土古路村                 | 東黒部村                   | 東黒部村                             | 昭和29年10月15日 松阪市に編入 | 松阪市                             | 松阪市                       | 松阪市                                | 平成17年1月1日 松阪市  | 松阪市 |
| 柿木原村       | 柿木原村       | 柿木原村                 | 東黒部村                   | 東黒部村                             | 昭和29年10月15日 松阪市に編入 | 松阪市                             | 松阪市                       | 松阪市                                | 平成17年1月1日 松阪市  | 松阪市 |
| 出間村         | 出間村         | 出間村                   | 東黒部村                   | 東黒部村                             | 昭和29年10月15日 松阪市に編入 | 松阪市                             | 松阪市                       | 松阪市                                | 平成17年1月1日 松阪市  | 松阪市 |
| 牛草村         | 牛草村         | 牛草村                   | 東黒部村                   | 東黒部村                             | 昭和29年10月15日 松阪市に編入 | 松阪市                             | 松阪市                       | 松阪市                                | 平成17年1月1日 松阪市  | 松阪市 |
| 斎宮村         | 斎宮村         | 斎宮村                   | 斎宮村                     | 斎宮村                               | 斎宮村                        | 昭和30年4月15日 斎明村             | 昭和30年4月15日 斎明村       | 昭和33年9月3日 神郷町 即日改称 明和町 | 明和町                 | 明和町 |
| 竹川村         | 竹川村         | 竹川村                   | 斎宮村                     | 斎宮村                               | 斎宮村                        | 昭和30年4月15日 斎明村             | 昭和30年4月15日 斎明村       | 昭和33年9月3日 神郷町 即日改称 明和町 | 明和町                 | 明和町 |
| 金剛坂村       | 金剛坂村       | 金剛坂村                 | 斎宮村                     | 斎宮村                               | 斎宮村                        | 昭和30年4月15日 斎明村             | 昭和30年4月15日 斎明村       | 昭和33年9月3日 神郷町 即日改称 明和町 | 明和町                 | 明和町 |
| 平尾村         | 平尾村         | 平尾村                   | 斎宮村                     | 斎宮村                               | 斎宮村                        | 昭和30年4月15日 斎明村             | 昭和30年4月15日 斎明村       | 昭和33年9月3日 神郷町 即日改称 明和町 | 明和町                 | 明和町 |
| 池村           | 池村           | 池村                     | 斎宮村                     | 斎宮村                               | 斎宮村                        | 昭和30年4月15日 斎明村             | 昭和30年4月15日 斎明村       | 昭和33年9月3日 神郷町 即日改称 明和町 | 明和町                 | 明和町 |
| 上村           | 上村           | 上村                     | 斎宮村                     | 斎宮村                               | 斎宮村                        | 昭和30年4月15日 斎明村             | 昭和30年4月15日 斎明村       | 昭和33年9月3日 神郷町 即日改称 明和町 | 明和町                 | 明和町 |
| 岩内村         | 岩内村         | 岩内村                   | 斎宮村                     | 斎宮村                               | 斎宮村                        | 昭和30年4月15日 斎明村             | 昭和30年4月15日 斎明村       | 昭和33年9月3日 神郷町 即日改称 明和町 | 明和町                 | 明和町 |
| 上野村         | 上野村         | 上野村                   | 明星村                     | 明星村                               | 明星村                        | 昭和30年4月15日 斎明村             | 昭和30年4月15日 斎明村       | 昭和33年9月3日 神郷町 即日改称 明和町 | 明和町                 | 明和町 |
| 下有爾村       | 下有爾村       | 下有爾村                 | 明星村                     | 明星村                               | 明星村                        | 昭和30年4月15日 斎明村             | 昭和30年4月15日 斎明村       | 昭和33年9月3日 神郷町 即日改称 明和町 | 明和町                 | 明和町 |
| 新茶屋村       | 新茶屋村       | 新茶屋村                 | 明星村                     | 明星村                               | 明星村                        | 昭和30年4月15日 斎明村             | 昭和30年4月15日 斎明村       | 昭和33年9月3日 神郷町 即日改称 明和町 | 明和町                 | 明和町 |
| 蓑村           | 蓑村           | 蓑村                     | 明星村                     | 明星村                               | 明星村                        | 昭和30年4月15日 斎明村             | 昭和30年4月15日 斎明村       | 昭和33年9月3日 神郷町 即日改称 明和町 | 明和町                 | 明和町 |
| 有爾中村       | 有爾中村       | 明治22年 有爾中村        | 明星村                     | 明星村                               | 明星村                        | 昭和30年4月15日 斎明村             | 昭和30年4月15日 斎明村       | 昭和33年9月3日 神郷町 即日改称 明和町 | 明和町                 | 明和町 |
| 度会郡世古村   | 一部           | 明治22年 有爾中村        | 明星村                     | 明星村                               | 明星村                        | 昭和30年4月15日 斎明村             | 昭和30年4月15日 斎明村       | 昭和33年9月3日 神郷町 即日改称 明和町 | 明和町                 | 明和町 |
| 度会郡井倉村   | 一部           | 度会郡井倉村             | 度会郡 有田村              | 度会郡有田村                         | 度会郡有田村                  | 昭和30年4月10日 度会郡小俣町に編入 | 昭和32年1月15日 斎明村に編入 | 昭和33年9月3日 神郷町 即日改称 明和町 | 明和町                 | 明和町 |
| 度会郡中郡     | 度会郡中郡     | 明治15年 中大淀村        | 大淀村                     | 大正13年2月11日 町制 大淀町          | 大淀町                        | 昭和30年4月1日 三和町              | 昭和30年4月1日 三和町        | 昭和33年9月3日 神郷町 即日改称 明和町 | 明和町                 | 明和町 |
| 中大淀村       |                | 明治15年 中大淀村        | 大淀村                     | 大正13年2月11日 町制 大淀町          | 大淀町                        | 昭和30年4月1日 三和町              | 昭和30年4月1日 三和町        | 昭和33年9月3日 神郷町 即日改称 明和町 | 明和町                 | 明和町 |
| 山大淀村       | 山大淀村       | 山大淀村                 | 大淀村                     | 大正13年2月11日 町制 大淀町          | 大淀町                        | 昭和30年4月1日 三和町              | 昭和30年4月1日 三和町        | 昭和33年9月3日 神郷町 即日改称 明和町 | 明和町                 | 明和町 |
| 大堀川新田     | 大堀川新田     | 大堀川新田               | 大淀村                     | 大正13年2月11日 町制 大淀町          | 大淀町                        | 昭和30年4月1日 三和町              | 昭和30年4月1日 三和町        | 昭和33年9月3日 神郷町 即日改称 明和町 | 明和町                 | 明和町 |
| 坂本村         | 坂本村         | 坂本村                   | 上御糸村                   | 上御糸村                             | 上御糸村                      | 昭和30年4月1日 三和町              | 昭和30年4月1日 三和町        | 昭和33年9月3日 神郷町 即日改称 明和町 | 明和町                 | 明和町 |
| 馬之上村       | 馬之上村       | 馬之上村                 | 上御糸村                   | 上御糸村                             | 上御糸村                      | 昭和30年4月1日 三和町              | 昭和30年4月1日 三和町        | 昭和33年9月3日 神郷町 即日改称 明和町 | 明和町                 | 明和町 |
| 中海村         | 中海村         | 中海村                   | 上御糸村                   | 上御糸村                             | 上御糸村                      | 昭和30年4月1日 三和町              | 昭和30年4月1日 三和町        | 昭和33年9月3日 神郷町 即日改称 明和町 | 明和町                 | 明和町 |
| 佐田村         | 佐田村         | 佐田村                   | 上御糸村                   | 上御糸村                             | 上御糸村                      | 昭和30年4月1日 三和町              | 昭和30年4月1日 三和町        | 昭和33年9月3日 神郷町 即日改称 明和町 | 明和町                 | 明和町 |
| 行部村         | 行部村         | 行部村                   | 上御糸村                   | 上御糸村                             | 上御糸村                      | 昭和30年4月1日 三和町              | 昭和30年4月1日 三和町        | 昭和33年9月3日 神郷町 即日改称 明和町 | 明和町                 | 明和町 |
| 前野村         | 前野村         | 前野村                   | 上御糸村                   | 上御糸村                             | 上御糸村                      | 昭和30年4月1日 三和町              | 昭和30年4月1日 三和町        | 昭和33年9月3日 神郷町 即日改称 明和町 | 明和町                 | 明和町 |
| 根倉村         | ［一部］       | 根倉村                   | 上御糸村                   | 上御糸村                             | 上御糸村                      | 昭和30年4月1日 三和町              | 昭和30年4月1日 三和町        | 昭和33年9月3日 神郷町 即日改称 明和町 | 明和町                 | 明和町 |
| 根倉村         | ［大部分］     | 根倉村                   | 下御糸村                   | 下御糸村                             | 下御糸村                      | 昭和30年4月1日 三和町              | 昭和30年4月1日 三和町        | 昭和33年9月3日 神郷町 即日改称 明和町 | 明和町                 | 明和町 |
| 中村           | 中村           | 中村                     | 下御糸村                   | 下御糸村                             | 下御糸村                      | 昭和30年4月1日 三和町              | 昭和30年4月1日 三和町        | 昭和33年9月3日 神郷町 即日改称 明和町 | 明和町                 | 明和町 |
| 川尻村         | 川尻村         | 川尻村                   | 下御糸村                   | 下御糸村                             | 下御糸村                      | 昭和30年4月1日 三和町              | 昭和30年4月1日 三和町        | 昭和33年9月3日 神郷町 即日改称 明和町 | 明和町                 | 明和町 |
| 北藤原村       | 北藤原村       | 北藤原村                 | 下御糸村                   | 下御糸村                             | 下御糸村                      | 昭和30年4月1日 三和町              | 昭和30年4月1日 三和町        | 昭和33年9月3日 神郷町 即日改称 明和町 | 明和町                 | 明和町 |
| 南藤原村       | 南藤原村       | 南藤原村                 | 下御糸村                   | 下御糸村                             | 下御糸村                      | 昭和30年4月1日 三和町              | 昭和30年4月1日 三和町        | 昭和33年9月3日 神郷町 即日改称 明和町 | 明和町                 | 明和町 |
| 田屋村         | 田屋村         | 田屋村                   | 下御糸村                   | 下御糸村                             | 下御糸村                      | 昭和30年4月1日 三和町              | 昭和30年4月1日 三和町        | 昭和33年9月3日 神郷町 即日改称 明和町 | 明和町                 | 明和町 |
| 志貴村         | 志貴村         | 志貴村                   | 下御糸村                   | 下御糸村                             | 下御糸村                      | 昭和30年4月1日 三和町              | 昭和30年4月1日 三和町        | 昭和33年9月3日 神郷町 即日改称 明和町 | 明和町                 | 明和町 |
| 内座村         | 内座村         | 内座村                   | 下御糸村                   | 下御糸村                             | 下御糸村                      | 昭和30年4月1日 三和町              | 昭和30年4月1日 三和町        | 昭和33年9月3日 神郷町 即日改称 明和町 | 明和町                 | 明和町 |
| 養田丹川村     | 養田丹川村     | 明治16年 改称 養川村     | 下御糸村                   | 下御糸村                             | 下御糸村                      | 昭和30年4月1日 三和町              | 昭和30年4月1日 三和町        | 昭和33年9月3日 神郷町 即日改称 明和町 | 明和町                 | 明和町 |
| 浜田村         | 浜田村         | 浜田村                   | 下御糸村                   | 下御糸村                             | 下御糸村                      | 昭和30年4月1日 三和町              | 昭和30年4月1日 三和町        | 昭和33年9月3日 神郷町 即日改称 明和町 | 明和町                 | 明和町 |
| 八木戸村       | 八木戸村       | 八木戸村                 | 下御糸村                   | 下御糸村                             | 下御糸村                      | 昭和30年4月1日 三和町              | 昭和30年4月1日 三和町        | 昭和33年9月3日 神郷町 即日改称 明和町 | 明和町                 | 明和町 |
| 古江村         | 古江村         | 古江村                   | 五ヶ谷村                   | 五ヶ谷村                             | 五ヶ谷村                      | 昭和30年4月15日 勢和村             | 昭和30年4月15日 勢和村       | 勢和村                                | 平成18年1月1日 多気町  | 多気町 |
| 朝柄村         | 朝柄村         | 朝柄村                   | 五ヶ谷村                   | 五ヶ谷村                             | 五ヶ谷村                      | 昭和30年4月15日 勢和村             | 昭和30年4月15日 勢和村       | 勢和村                                | 平成18年1月1日 多気町  | 多気町 |
| 片野村         | 片野村         | 片野村                   | 五ヶ谷村                   | 五ヶ谷村                             | 五ヶ谷村                      | 昭和30年4月15日 勢和村             | 昭和30年4月15日 勢和村       | 勢和村                                | 平成18年1月1日 多気町  | 多気町 |
| 波多瀬村       | 波多瀬村       | 波多瀬村                 | 五ヶ谷村                   | 五ヶ谷村                             | 五ヶ谷村                      | 昭和30年4月15日 勢和村             | 昭和30年4月15日 勢和村       | 勢和村                                | 平成18年1月1日 多気町  | 多気町 |
| 車川村         | 車川村         | 車川村                   | 五ヶ谷村                   | 五ヶ谷村                             | 五ヶ谷村                      | 昭和30年4月15日 勢和村             | 昭和30年4月15日 勢和村       | 勢和村                                | 平成18年1月1日 多気町  | 多気町 |
| 土屋村         | 土屋村         | 土屋村                   | 五ヶ谷村                   | 五ヶ谷村                             | 五ヶ谷村                      | 昭和30年4月15日 勢和村             | 昭和30年4月15日 勢和村       | 勢和村                                | 平成18年1月1日 多気町  | 多気町 |
| 色太村         | 色太村         | 色太村                   | 五ヶ谷村                   | 五ヶ谷村                             | 五ヶ谷村                      | 昭和30年4月15日 勢和村             | 昭和30年4月15日 勢和村       | 勢和村                                | 平成18年1月1日 多気町  | 多気町 |
| 飯高郡丹生村   | 飯高郡丹生村   | 明治9年 所属変更 丹生村  | 丹生村                     | 丹生村                               | 丹生村                        | 昭和30年4月15日 勢和村             | 昭和30年4月15日 勢和村       | 勢和村                                | 平成18年1月1日 多気町  | 多気町 |
| 飯高郡下出江村 | 飯高郡下出江村 | 飯高郡下出江村           | 飯高郡 茅広江村 の一部     | 明治29年4月1日 飯南郡茅広江村 の一部 | 飯南郡茅広江村 の一部         | 昭和30年4月1日 松阪市に編入        | 昭和30年8月1日 勢和村に編入  | 勢和村                                | 平成18年1月1日 多気町  | 多気町 |
| 飯高郡上出江村 | 飯高郡上出江村 | 飯高郡上出江村           | 飯高郡 茅広江村 の一部     | 明治29年4月1日 飯南郡茅広江村 の一部 | 飯南郡茅広江村 の一部         | 昭和30年4月1日 松阪市に編入        | 昭和30年8月1日 勢和村に編入  | 勢和村                                | 平成18年1月1日 多気町  | 多気町 |
| 飯高郡鍬形村   | 飯高郡鍬形村   | 明治10年 所属変更 鍬形村 | 津田村                     | 津田村                               | 津田村                        | 昭和30年3月31日 多気町             | 昭和30年3月31日 多気町       | 多気町                                | 平成18年1月1日 多気町  | 多気町 |
| 佐伯中村       | 佐伯中村       | 佐伯中村                 | 津田村                     | 津田村                               | 津田村                        | 昭和30年3月31日 多気町             | 昭和30年3月31日 多気町       | 多気町                                | 平成18年1月1日 多気町  | 多気町 |
| 三疋田村       | 三疋田村       | 三疋田村                 | 津田村                     | 津田村                               | 津田村                        | 昭和30年3月31日 多気町             | 昭和30年3月31日 多気町       | 多気町                                | 平成18年1月1日 多気町  | 多気町 |
| 四疋田村       | 四疋田村       | 四疋田村                 | 津田村                     | 津田村                               | 津田村                        | 昭和30年3月31日 多気町             | 昭和30年3月31日 多気町       | 多気町                                | 平成18年1月1日 多気町  | 多気町 |
| 井内林村       | 井内林村       | 井内林村                 | 津田村                     | 津田村                               | 津田村                        | 昭和30年3月31日 多気町             | 昭和30年3月31日 多気町       | 多気町                                | 平成18年1月1日 多気町  | 多気町 |
| 上牧村         | 上牧村         | 明治初年 牧村            | 津田村                     | 津田村                               | 津田村                        | 昭和30年3月31日 多気町             | 昭和30年3月31日 多気町       | 多気町                                | 平成18年1月1日 多気町  | 多気町 |
| 中牧村         |                | 明治初年 牧村            | 津田村                     | 津田村                               | 津田村                        | 昭和30年3月31日 多気町             | 昭和30年3月31日 多気町       | 多気町                                | 平成18年1月1日 多気町  | 多気町 |
| 下牧村         |                | 明治初年 牧村            | 津田村                     | 津田村                               | 津田村                        | 昭和30年3月31日 多気町             | 昭和30年3月31日 多気町       | 多気町                                | 平成18年1月1日 多気町  | 多気町 |
| 津留村         | 津留村         | 津留村                   | 津田村                     | 津田村                               | 津田村                        | 昭和30年3月31日 多気町             | 昭和30年3月31日 多気町       | 多気町                                | 平成18年1月1日 多気町  | 多気町 |
| 相可村         | 相可村         | 相可村                   | 相可村                     | 大正8年6月20日 町制 相可町           | 相可町                        | 昭和30年3月31日 多気町             | 昭和30年3月31日 多気町       | 多気町                                | 平成18年1月1日 多気町  | 多気町 |
| 荒蒔村         | 荒蒔村         | 荒蒔村                   | 相可村                     | 大正8年6月20日 町制 相可町           | 相可町                        | 昭和30年3月31日 多気町             | 昭和30年3月31日 多気町       | 多気町                                | 平成18年1月1日 多気町  | 多気町 |
| 兄国村         | 兄国村         | 兄国村                   | 相可村                     | 大正8年6月20日 町制 相可町           | 相可町                        | 昭和30年3月31日 多気町             | 昭和30年3月31日 多気町       | 多気町                                | 平成18年1月1日 多気町  | 多気町 |
| 西池上村       | 西池上村       | 西池上村                 | 相可村                     | 大正8年6月20日 町制 相可町           | 相可町                        | 昭和30年3月31日 多気町             | 昭和30年3月31日 多気町       | 多気町                                | 平成18年1月1日 多気町  | 多気町 |
| 東池上村       | 東池上村       | 東池上村                 | 相可村                     | 大正8年6月20日 町制 相可町           | 相可町                        | 昭和30年3月31日 多気町             | 昭和30年3月31日 多気町       | 多気町                                | 平成18年1月1日 多気町  | 多気町 |
| 弟国村         | 弟国村         | 弟国村                   | 相可村                     | 大正8年6月20日 町制 相可町           | 相可町                        | 昭和30年3月31日 多気町             | 昭和30年3月31日 多気町       | 多気町                                | 平成18年1月1日 多気町  | 多気町 |
| 朝長村         | 朝長村         | 朝長村                   | 相可村                     | 大正8年6月20日 町制 相可町           | 相可町                        | 昭和30年3月31日 多気町             | 昭和30年3月31日 多気町       | 多気町                                | 平成18年1月1日 多気町  | 多気町 |
| 河田村         | 河田村         | 河田村                   | 相可村                     | 大正8年6月20日 町制 相可町           | 相可町                        | 昭和30年3月31日 多気町             | 昭和30年3月31日 多気町       | 多気町                                | 平成18年1月1日 多気町  | 多気町 |
| 仁田村         | 仁田村         | 仁田村                   | 佐奈村                     | 佐奈村                               | 佐奈村                        | 昭和30年3月31日 多気町             | 昭和30年3月31日 多気町       | 多気町                                | 平成18年1月1日 多気町  | 多気町 |
| 西山村         | 西山村         | 西山村                   | 佐奈村                     | 佐奈村                               | 佐奈村                        | 昭和30年3月31日 多気町             | 昭和30年3月31日 多気町       | 多気町                                | 平成18年1月1日 多気町  | 多気町 |
| 五佐奈村       | 五佐奈村       | 五佐奈村                 | 佐奈村                     | 佐奈村                               | 佐奈村                        | 昭和30年3月31日 多気町             | 昭和30年3月31日 多気町       | 多気町                                | 平成18年1月1日 多気町  | 多気町 |
| 四神田村       | 四神田村       | 四神田村                 | 佐奈村                     | 佐奈村                               | 佐奈村                        | 昭和30年3月31日 多気町             | 昭和30年3月31日 多気町       | 多気町                                | 平成18年1月1日 多気町  | 多気町 |
| 油夫村         | 油夫村         | 油夫村                   | 佐奈村                     | 佐奈村                               | 佐奈村                        | 昭和30年3月31日 多気町             | 昭和30年3月31日 多気町       | 多気町                                | 平成18年1月1日 多気町  | 多気町 |
| 五桂村         | 五桂村         | 五桂村                   | 佐奈村                     | 佐奈村                               | 佐奈村                        | 昭和30年3月31日 多気町             | 昭和30年3月31日 多気町       | 多気町                                | 平成18年1月1日 多気町  | 多気町 |
| 平谷村         | 平谷村         | 平谷村                   | 佐奈村                     | 佐奈村                               | 佐奈村                        | 昭和30年3月31日 多気町             | 昭和30年3月31日 多気町       | 多気町                                | 平成18年1月1日 多気町  | 多気町 |
| 神坂村         | 神坂村         | 神坂村                   | 佐奈村                     | 佐奈村                               | 佐奈村                        | 昭和30年3月31日 多気町             | 昭和30年3月31日 多気町       | 多気町                                | 平成18年1月1日 多気町  | 多気町 |
| 前村           | 前村           | 前村                     | 佐奈村                     | 佐奈村                               | 佐奈村                        | 昭和30年3月31日 多気町             | 昭和30年3月31日 多気町       | 多気町                                | 平成18年1月1日 多気町  | 多気町 |
| 長谷村         | 長谷村         | 長谷村                   | 佐奈村                     | 佐奈村                               | 佐奈村                        | 昭和30年3月31日 多気町             | 昭和30年3月31日 多気町       | 多気町                                | 平成18年1月1日 多気町  | 多気町 |
| 野中村         | 野中村         | 明治初年 野中村          | 西外城田村                 | 西外城田村                           | 西外城田村                    | 西外城田村                         | 西外城田村                   | 昭和34年4月15日 多気町に編入          | 平成18年1月1日 多気町  | 多気町 |
| 成川村         |                | 明治初年 野中村          | 西外城田村                 | 西外城田村                           | 西外城田村                    | 西外城田村                         | 西外城田村                   | 昭和34年4月15日 多気町に編入          | 平成18年1月1日 多気町  | 多気町 |
| 田中村         | 田中村         | 田中村                   | 西外城田村                 | 西外城田村                           | 西外城田村                    | 西外城田村                         | 西外城田村                   | 昭和34年4月15日 多気町に編入          | 平成18年1月1日 多気町  | 多気町 |
| 森庄村         | 森庄村         | 森庄村                   | 西外城田村                 | 西外城田村                           | 西外城田村                    | 西外城田村                         | 西外城田村                   | 昭和34年4月15日 多気町に編入          | 平成18年1月1日 多気町  | 多気町 |
| 矢田村         | 矢田村         | 矢田村                   | 西外城田村                 | 西外城田村                           | 西外城田村                    | 西外城田村                         | 西外城田村                   | 昭和34年4月15日 多気町に編入          | 平成18年1月1日 多気町  | 多気町 |
| 笠木村         | 笠木村         | 笠木村                   | 西外城田村                 | 西外城田村                           | 西外城田村                    | 西外城田村                         | 西外城田村                   | 昭和34年4月15日 多気町に編入          | 平成18年1月1日 多気町  | 多気町 |
| 土羽村         | 土羽村         | 土羽村                   | 西外城田村                 | 西外城田村                           | 西外城田村                    | 西外城田村                         | 西外城田村                   | 昭和34年4月15日 多気町に編入          | 平成18年1月1日 多気町  | 多気町 |
| 相鹿瀬村       | 相鹿瀬村       | 相鹿瀬村                 | 西外城田村                 | 西外城田村                           | 西外城田村                    | 西外城田村                         | 西外城田村                   | 昭和34年4月15日 多気町に編入          | 平成18年1月1日 多気町  | 多気町 |
| 長ヶ村         | 長ヶ村         | 長ヶ村                   | 三瀬谷村                   | 三瀬谷村                             | 昭和28年4月1日 町制 三瀬谷町  | 三瀬谷町                           | 昭和31年9月30日 大台町       | 大台町                                | 平成18年1月10日 大台町 | 大台町 |
| 上三瀬村       | 上三瀬村       | 上三瀬村                 | 三瀬谷村                   | 三瀬谷村                             | 昭和28年4月1日 町制 三瀬谷町  | 三瀬谷町                           | 昭和31年9月30日 大台町       | 大台町                                | 平成18年1月10日 大台町 | 大台町 |
| 下三瀬村       | 下三瀬村       | 下三瀬村                 | 三瀬谷村                   | 三瀬谷村                             | 昭和28年4月1日 町制 三瀬谷町  | 三瀬谷町                           | 昭和31年9月30日 大台町       | 大台町                                | 平成18年1月10日 大台町 | 大台町 |
| 佐原村         | 佐原村         | 佐原村                   | 三瀬谷村                   | 三瀬谷村                             | 昭和28年4月1日 町制 三瀬谷町  | 三瀬谷町                           | 昭和31年9月30日 大台町       | 大台町                                | 平成18年1月10日 大台町 | 大台町 |
| 弥起井村       | 弥起井村       | 弥起井村                 | 三瀬谷村                   | 三瀬谷村                             | 昭和28年4月1日 町制 三瀬谷町  | 三瀬谷町                           | 昭和31年9月30日 大台町       | 大台町                                | 平成18年1月10日 大台町 | 大台町 |
| 上菅村         | 上菅村         | 上菅村                   | 三瀬谷村                   | 三瀬谷村                             | 昭和28年4月1日 町制 三瀬谷町  | 三瀬谷町                           | 昭和31年9月30日 大台町       | 大台町                                | 平成18年1月10日 大台町 | 大台町 |
| 川合村         | 川合村         | 明治4年 菅合村           | 三瀬谷村                   | 三瀬谷村                             | 昭和28年4月1日 町制 三瀬谷町  | 三瀬谷町                           | 昭和31年9月30日 大台町       | 大台町                                | 平成18年1月10日 大台町 | 大台町 |
| 下菅村         |                | 明治4年 菅合村           | 三瀬谷村                   | 三瀬谷村                             | 昭和28年4月1日 町制 三瀬谷町  | 三瀬谷町                           | 昭和31年9月30日 大台町       | 大台町                                | 平成18年1月10日 大台町 | 大台町 |
| 大ヶ所村       | 大ヶ所村       | 大ヶ所村                 | 三瀬谷村                   | 三瀬谷村                             | 昭和28年4月1日 町制 三瀬谷町  | 三瀬谷町                           | 昭和31年9月30日 大台町       | 大台町                                | 平成18年1月10日 大台町 | 大台町 |
| 千代村         | 千代村         | 千代村                   | 川添村                     | 川添村                               | 川添村                        | 川添村                             | 昭和31年9月30日 大台町       | 大台町                                | 平成18年1月10日 大台町 | 大台町 |
| 柳原村         | 柳原村         | 柳原村                   | 川添村                     | 川添村                               | 川添村                        | 川添村                             | 昭和31年9月30日 大台町       | 大台町                                | 平成18年1月10日 大台町 | 大台町 |
| 栃原村         | 栃原村         | 栃原村                   | 川添村                     | 川添村                               | 川添村                        | 川添村                             | 昭和31年9月30日 大台町       | 大台町                                | 平成18年1月10日 大台町 | 大台町 |
| 新田村         | 新田村         | 新田村                   | 川添村                     | 川添村                               | 川添村                        | 川添村                             | 昭和31年9月30日 大台町       | 大台町                                | 平成18年1月10日 大台町 | 大台町 |
| 神瀬村         | 神瀬村         | 神瀬村                   | 川添村                     | 川添村                               | 川添村                        | 川添村                             | 昭和31年9月30日 大台町       | 大台町                                | 平成18年1月10日 大台町 | 大台町 |
| 下楠村         | 下楠村         | 下楠村                   | 川添村                     | 川添村                               | 川添村                        | 川添村                             | 昭和31年9月30日 大台町       | 大台町                                | 平成18年1月10日 大台町 | 大台町 |
| 上楠村         | 上楠村         | 上楠村                   | 川添村                     | 川添村                               | 川添村                        | 川添村                             | 昭和31年9月30日 大台町       | 大台町                                | 平成18年1月10日 大台町 | 大台町 |
| 粟生村         | 粟生村         | 粟生村                   | 川添村                     | 川添村                               | 川添村                        | 川添村                             | 昭和31年9月30日 大台町       | 大台町                                | 平成18年1月10日 大台町 | 大台町 |
| 奈良井村       | 奈良井村       | 明治4年 高奈村           | 川添村                     | 川添村                               | 川添村                        | 川添村                             | 昭和31年9月30日 大台町       | 大台町                                | 平成18年1月10日 大台町 | 大台町 |
| 高瀬村         |                | 明治4年 高奈村           | 川添村                     | 川添村                               | 川添村                        | 川添村                             | 昭和31年9月30日 大台町       | 大台町                                | 平成18年1月10日 大台町 | 大台町 |
| 下真手村       | 下真手村       | 下真手村                 | 荻原村                     | 荻原村                               | 荻原村                        | 荻原村                             | 宮川村                       | 昭和31年5月3日 宮川村                 | 平成18年1月10日 大台町 | 大台町 |
| 上真手村       | 上真手村       | 上真手村                 | 荻原村                     | 荻原村                               | 荻原村                        | 荻原村                             | 宮川村                       | 昭和31年5月3日 宮川村                 | 平成18年1月10日 大台町 | 大台町 |
| 本田木屋       | 本田木屋       | 本田木屋                 | 荻原村                     | 荻原村                               | 荻原村                        | 荻原村                             | 宮川村                       | 昭和31年5月3日 宮川村                 | 平成18年1月10日 大台町 | 大台町 |
| 小切畑村       | 小切畑村       | 小切畑村                 | 荻原村                     | 荻原村                               | 荻原村                        | 荻原村                             | 宮川村                       | 昭和31年5月3日 宮川村                 | 平成18年1月10日 大台町 | 大台町 |
| 江馬村         | 江馬村         | 江馬村                   | 荻原村                     | 荻原村                               | 荻原村                        | 荻原村                             | 宮川村                       | 昭和31年5月3日 宮川村                 | 平成18年1月10日 大台町 | 大台町 |
| 天ヶ瀬村       | 天ヶ瀬村       | 天ヶ瀬村                 | 荻原村                     | 荻原村                               | 荻原村                        | 荻原村                             | 宮川村                       | 昭和31年5月3日 宮川村                 | 平成18年1月10日 大台町 | 大台町 |
| 栗谷村         | 栗谷村         | 栗谷村                   | 荻原村                     | 荻原村                               | 荻原村                        | 荻原村                             | 宮川村                       | 昭和31年5月3日 宮川村                 | 平成18年1月10日 大台町 | 大台町 |
| 熊内村         | 熊内村         | 熊内村                   | 荻原村                     | 荻原村                               | 荻原村                        | 荻原村                             | 宮川村                       | 昭和31年5月3日 宮川村                 | 平成18年1月10日 大台町 | 大台町 |
| 茂原村         | 茂原村         | 茂原村                   | 荻原村                     | 荻原村                               | 荻原村                        | 荻原村                             | 宮川村                       | 昭和31年5月3日 宮川村                 | 平成18年1月10日 大台町 | 大台町 |
| 薗村           | 薗村           | 明治初年頃 薗村          | 荻原村                     | 荻原村                               | 荻原村                        | 荻原村                             | 宮川村                       | 昭和31年5月3日 宮川村                 | 平成18年1月10日 大台町 | 大台町 |
| 平野木屋       |                | 明治初年頃 薗村          | 荻原村                     | 荻原村                               | 荻原村                        | 荻原村                             | 宮川村                       | 昭和31年5月3日 宮川村                 | 平成18年1月10日 大台町 | 大台町 |
| 清水村         | 清水村         | 明治5年 清滝村           | 荻原村                     | 荻原村                               | 荻原村                        | 荻原村                             | 宮川村                       | 昭和31年5月3日 宮川村                 | 平成18年1月10日 大台町 | 大台町 |
| 赤滝木屋       |                | 明治5年 清滝村           | 荻原村                     | 荻原村                               | 荻原村                        | 荻原村                             | 宮川村                       | 昭和31年5月3日 宮川村                 | 平成18年1月10日 大台町 | 大台町 |
| 菅木屋         | 菅木屋         | 菅木屋                   | 荻原村                     | 荻原村                               | 荻原村                        | 荻原村                             | 宮川村                       | 昭和31年5月3日 宮川村                 | 平成18年1月10日 大台町 | 大台町 |
| 明豆村         | 明豆村         | 明豆村                   | 領内村                     | 領内村                               | 領内村                        | 領内村                             | 宮川村                       | 昭和31年5月3日 宮川村                 | 平成18年1月10日 大台町 | 大台町 |
| 御棟村         | 御棟村         | 御棟村                   | 領内村                     | 領内村                               | 領内村                        | 領内村                             | 宮川村                       | 昭和31年5月3日 宮川村                 | 平成18年1月10日 大台町 | 大台町 |
| 小滝村         | 小滝村         | 小滝村                   | 領内村                     | 領内村                               | 領内村                        | 領内村                             | 宮川村                       | 昭和31年5月3日 宮川村                 | 平成18年1月10日 大台町 | 大台町 |
| 神滝村         | 神滝村         | 神滝村                   | 領内村                     | 領内村                               | 領内村                        | 領内村                             | 宮川村                       | 昭和31年5月3日 宮川村                 | 平成18年1月10日 大台町 | 大台町 |
| 滝谷村         | 滝谷村         | 滝谷村                   | 領内村                     | 領内村                               | 領内村                        | 領内村                             | 宮川村                       | 昭和31年5月3日 宮川村                 | 平成18年1月10日 大台町 | 大台町 |
| 大井村         | 大井村         | 大井村                   | 領内村                     | 領内村                               | 領内村                        | 領内村                             | 宮川村                       | 昭和31年5月3日 宮川村                 | 平成18年1月10日 大台町 | 大台町 |
| 南村           | 南村           | 南村                     | 領内村                     | 領内村                               | 領内村                        | 領内村                             | 宮川村                       | 昭和31年5月3日 宮川村                 | 平成18年1月10日 大台町 | 大台町 |
| 唐櫃村         | 唐櫃村         | 唐櫃村                   | 領内村                     | 領内村                               | 領内村                        | 領内村                             | 宮川村                       | 昭和31年5月3日 宮川村                 | 平成18年1月10日 大台町 | 大台町 |
| 岩井村         | 岩井村         | 岩井村                   | 大杉谷村                   | 大杉谷村                             | 大杉谷村                      | 大杉谷村                           | 宮川村                       | 昭和31年5月3日 宮川村                 | 平成18年1月10日 大台町 | 大台町 |
| 檜原村         | 檜原村         | 檜原村                   | 大杉谷村                   | 大杉谷村                             | 大杉谷村                      | 大杉谷村                           | 宮川村                       | 昭和31年5月3日 宮川村                 | 平成18年1月10日 大台町 | 大台町 |
| 久豆村         | 久豆村         | 久豆村                   | 大杉谷村                   | 大杉谷村                             | 大杉谷村                      | 大杉谷村                           | 宮川村                       | 昭和31年5月3日 宮川村                 | 平成18年1月10日 大台町 | 大台町 |
| 大杉村         | 大杉村         | 大杉村                   | 大杉谷村                   | 大杉谷村                             | 大杉谷村                      | 大杉谷村                           | 宮川村                       | 昭和31年5月3日 宮川村                 | 平成18年1月10日 大台町 | 大台町 |

## 行政
歴代郡長
| 代 | 氏名         | 就任年月日                | 退任年月日                | 備考                   |
| -- | ------------ | ------------------------- | ------------------------- | ---------------------- |
| 1  | 厚芝伊之助   | 明治12年（1879年）        |                           |                        |
| 2  | 小河義郎     | 明治14年（1881年）1月     |                           |                        |
| 3  | 永島雪江     | 明治14年（1881年）4月     |                           |                        |
| 4  | 椿蓁一郎     | 明治19年（1886年）9月     |                           |                        |
| 5  | 土居光華     | 明治20年（1887年）2月     |                           |                        |
| 6  | 永島雪江     | 明治21年（1888年）12月    |                           |                        |
| 7  | 日比重知     | 明治30年（1897年）6月     |                           |                        |
| 8  | 田辺雷蔵     | 明治32年（1899年）4月     |                           |                        |
| 9  | 菊沢庸       | 明治34年（1901年）9月     |                           |                        |
| 10 | 大山元史     | 明治39年（1906年）2月     |                           |                        |
| 11 | 西大次郎     | 明治45年（1912年）6月     |                           |                        |
| 12 | 須田松太郎   | 大正4年（1915年）4月21日  |                           |                        |
| 13 | 鎌田千代之助 | 大正8年（1919年）8月21日  |                           |                        |
| 14 | 青木辰次郎   | 大正12年（1923年）2月17日 | 大正15年（1926年）6月30日 | 郡役所廃止により、廃官 |